# Dziewczyna warta grzechu
Dziewczyna warta grzechu (ang. She’s Funny That Way) – niemiecko-amerykański film komediowy z 2014 roku w reżyserii Petera Bogdanovicha, wyprodukowany przez wytwórnię Lionsgate Premiere.
Premiera filmu odbyła się 29 sierpnia 2014 podczas 71. Międzynarodowego Festiwalu Filmowego w Wenecji. Rok później, 20 sierpnia 2015, obraz trafił do kin na terenie Niemczech oraz dzień później, 21 sierpnia w Stanach Zjednoczonych.

## Opis fabuły
Reżyser teatralny Arnold Albertson (Owen Wilson) przybywa do Nowego Jorku, aby wystawić swoją najnowszą sztukę. Umila sobie pobyt w mieście, korzystając z usług damy do towarzystwa Izzy (Imogen Poots). Po wspólnie spędzonej nocy mężczyzna obiecuje jej dużą sumę pieniędzy, jeśli porzuci ona swoje dotychczasowe zajęcie. Zachwycona kobieta przystaje na ten układ i postanawia spełnić marzenia o aktorstwie. Pierwsze przesłuchanie, na które się udaje, to casting do przedstawienia reżyserowanego przez Arnolda. Główną rolę zaś gra w nim jego żona. Sprawa komplikuje się jeszcze bardziej, gdy Izzy otrzymuje wymarzony angaż.

## Obsada
- Owen Wilson jako Arnold Albertson
- Imogen Poots jako Isabella "Izzy" Patterson
- Kathryn Hahn jako Delta Simmons
- Will Forte jako Joshua Fleet
- Rhys Ifans jako Seth Gilbert
- Jennifer Aniston jako Jane Claremont
- Austin Pendleton jako sędzia Pendergast
- George Morfogen jako Harold Fleet
- Cybill Shepherd jako Nettie Patterson
- Richard Lewis jako Al Patterson
- Sydney Lucas jako Josie Albertson

## Odbiór

### Krytyka
Film Dziewczyna warta grzechu spotkał się z mieszaną reakcją krytyków. W serwisie Rotten Tomatoes 44% z dziewięćdziesięciu sześciu recenzji filmu jest pozytywne (średnia ocen wyniosła 5,30 na 10). Na portalu Metacritic średnia ocen z 25 recenzji wyniosła 45 punktów na 100.